# Circus van Nero
Het Circus van Nero was een antiek stadion voor wagenrennen in Rome. Het staat ook bekend als het Circus van Caligula, naar de keizer die het liet bouwen, en als Circus Vaticanus, naar de Vaticaanse Heuvel waarop het was gebouwd.

## Geschiedenis
Het Circus van Nero is gebouwd in opdracht van keizer Caligula. Het stadion was ongeveer 560 meter lang en 80 breed en stond aan de Via Cornelia.
Caligula was een groot liefhebber van wagenrennen en wilde een eigen circus hebben waar hij zelf rustig kon oefenen. Het werd gebouwd in tuinen op de Vaticaanse heuvel, een stuk grond dat aan zijn moeder toebehoorde. Het Circus van Caligula was maar nauwelijks kleiner dan het Circus Maximus en om de grootsheid van zijn eigen renbaan te benadrukken liet hij een enorme obelisk uit Egypte halen en op de spina, de middenafscheiding van de renbaan, plaatsen.
Caligula werd vermoord voordat de bouw klaar was en het circus werd voltooid onder zijn opvolger, keizer Claudius. Zowel Claudius als zijn opvolger Nero, lieten hier regelmatig spelen organiseren. Door de wreedheden die Nero hier liet uitvoeren op de eerste christenen, staat het circus nu bekend onder zijn naam.
Vespasianus, de uiteindelijke opvolger van Nero na het vierkeizerjaar, wilde de herinnering aan zijn voorganger doen vergeten en sloot het circus. Hierna verviel het tot een ruïne, totdat Constantijn de Grote de laatste resten liet afbreken om op deze plaats zijn Oude Sint-Pietersbasiliek te bouwen.

## De christenvervolgingen door Nero

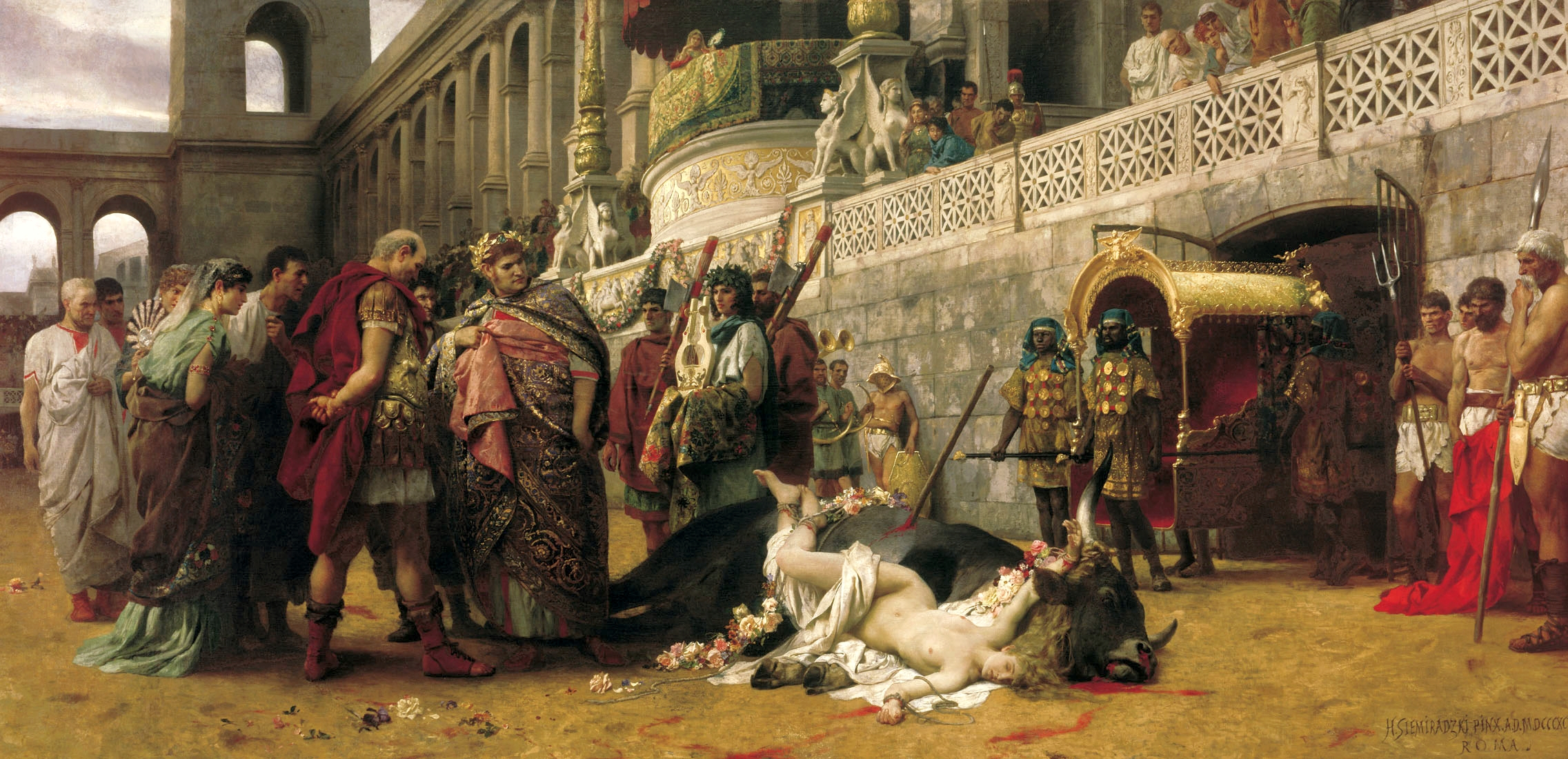
Keizer Nero met een op wrede wijze gedode christelijke vrouw in het circus

Het circus werd voornamelijk gebruikt voor wagenrennen, maar er werden ook criminelen en christenen in het openbaar geëxecuteerd.
Na de Grote brand van Rome in juli 64, ging in de stad het hardnekkige gerucht rond dat keizer Nero zelf deze brand had laten aansteken. Om de aandacht hiervan af te leiden beschuldigde Nero een groep aanhangers van een nieuw geloof in Rome van het aansteken van de brand. Dit waren de eerste christenen en Nero was de eerste Romeinse keizer die hen liet vervolgen. De Romeinse historicus Tacitus beschrijft in zijn Annales (xv.44), hoe zij op wrede wijze in het Circus van Nero om het leven werden gebracht. Sommigen werden gekleed in dierenhuiden en daarna verscheurd door wilde honden. Anderen werden gekruisigd en in brand gestoken om als nachtelijke verlichting te dienen. De keizer woonde deze vertoningen persoonlijk bij, gekleed in het kostuum van een wagenmenner en staand op een wagen.
De kruisen werden waarschijnlijk naast de obelisk op de spina (de middenafscheiding van de renbaan) geplaatst. Nadat de veroordeelden waren gestorven, werden zij door hun verwanten van het kruis gehaald en vlak bij het circus begraven.

## De Sint-Pietersbasiliek

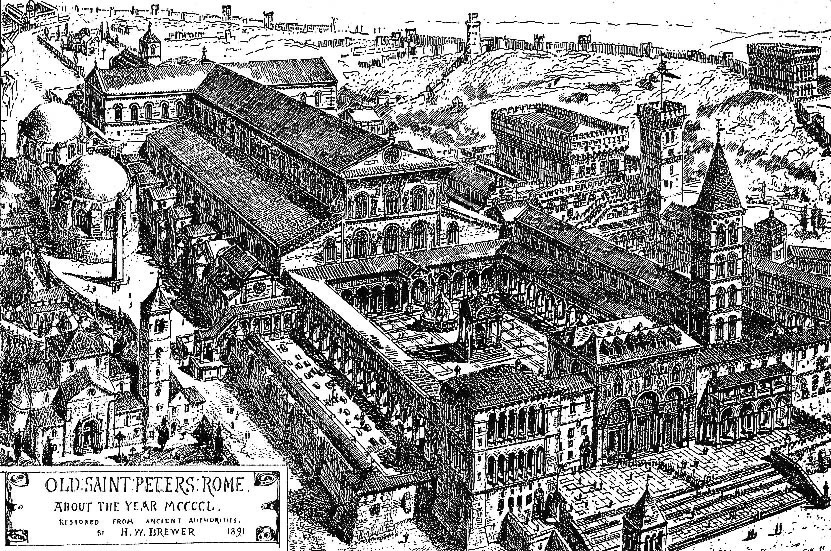
De Sint-Pietersbasiliek van Constantijn. Achter de obelisk staat de kapel van de kruisiging

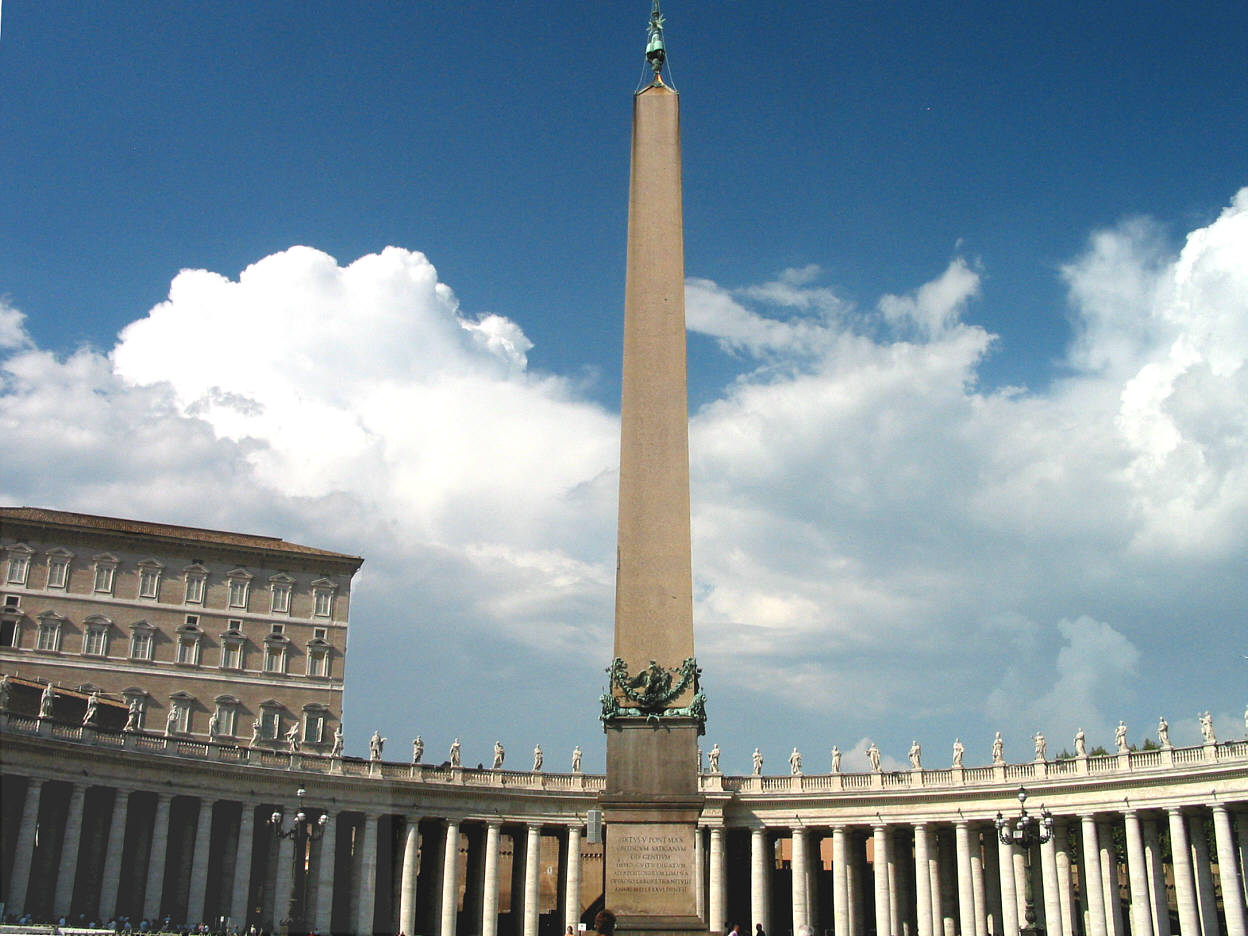
De obelisk van het Circus van Nero, nu op het Sint-Pietersplein

De beroemdste christen die hier waarschijnlijk stierf was de apostel Petrus, die enige jaren daarvoor in Rome was komen wonen. Nadat hij gekruisigd en gestorven was, werd ook hij begraven naast het circus. Ondanks de verscheidene perioden van de christenvervolgingen, werd zijn graf op deze plaats altijd vereerd door het groeiende aantal christenen. Zij kwamen als pelgrims naar het graf om te bidden. Velen wilden ook in de buurt van Petrus' graftombe begraven worden, zodat er in de loop der tijd een grote necropolis ontstond.
Nadat keizer Constantijn de Grote in 313 het edict van Milaan uitvaardigde, werd de christelijke godsdienst gelegaliseerd. Constantijn liet hierna een grote basiliek bouwen ter ere van Petrus, dit was de eerste Sint-Pietersbasiliek. Het altaar van de basiliek werd recht boven zijn graf geplaatst. Op de mogelijke plaats van de kruisiging van Petrus, op de spina van het circus, werd een ronde kapel gebouwd.
Het Circus van Nero was toen al jaren buiten gebruik en was waarschijnlijk sterk in verval geraakt. Het werd grotendeels afgebroken. De noordelijke lange muur werd nog wel als fundering gebruikt voor de nieuwe basiliek. Deze lag iets meer naar het noorden dan het circus, maar wel parallel aan diens lengteas. De restanten van de Via Cornelia en de necropolis bevonden zich nu een aantal meter onder de basiliek.
De 40 meter hoge obelisk, die door Caligula in 37 uit Egypte is gehaald en als versiering op de spina was geplaatst, is tot 1586 op dezelfde plaats blijven staan.
De basiliek van Constantijn werd in de 16e eeuw vervangen door een nieuwe kerk, waarbij het altaar wederom boven de tombe van Petrus werd geplaatst. De obelisk werd tijdens een grootse operatie van de zijkant van de basiliek verplaatst naar het nieuwe grote Sint-Pietersplein ervoor, waar deze nog altijd staat.
Tussen 1940 en 1957 zijn er opgravingen gedaan onder de Sint-Pieter. Hierbij werd onder meer de oorspronkelijke graftombe van Petrus teruggevonden, waarin een paar jaar later ook botten aangetroffen werden van meerdere mensen. Mogelijk hoorden de beenderen van Petrus hier ook bij, al kan dat niet meer bewezen worden.